# 상아 (전설)

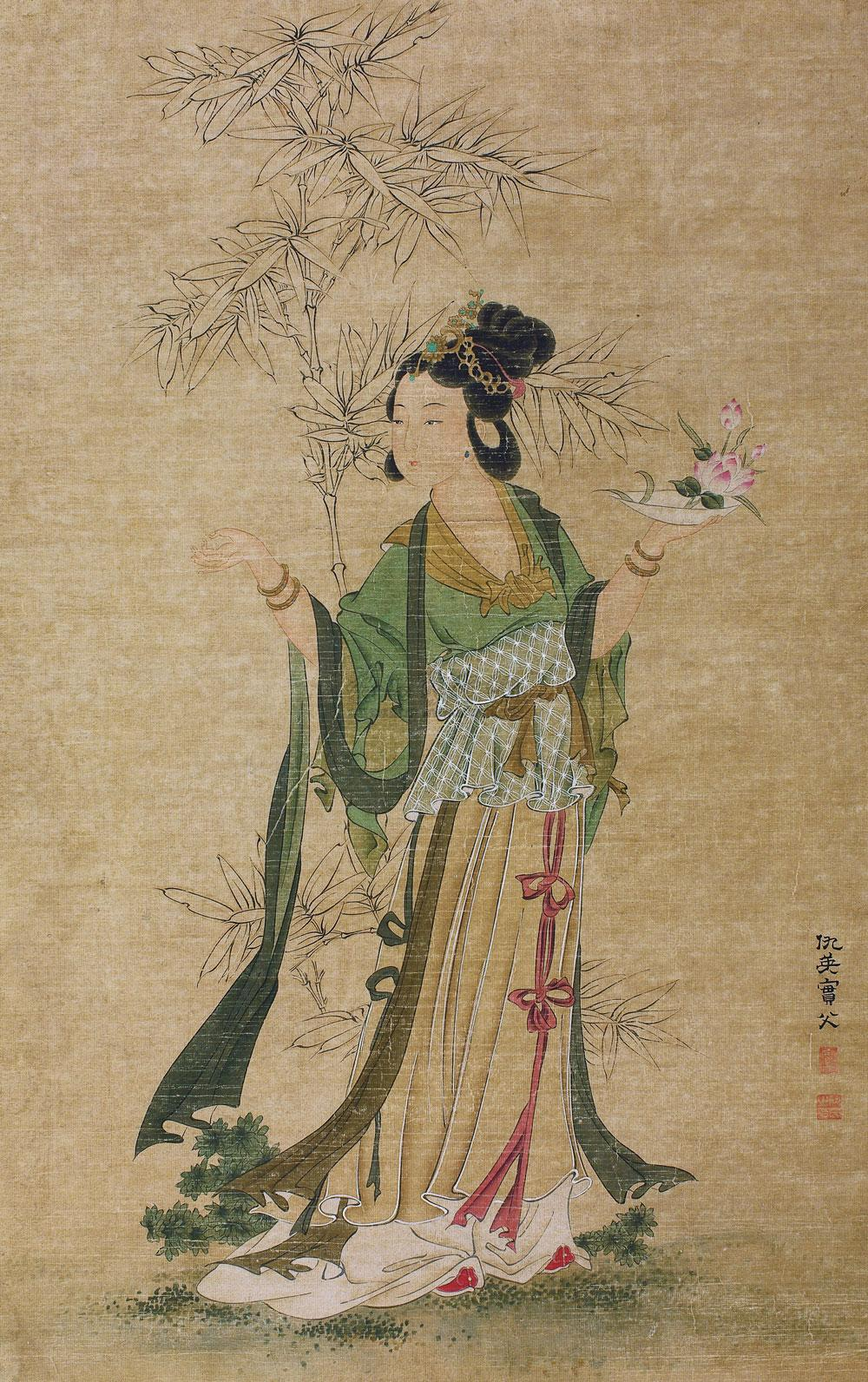
상아

상아(嫦娥) 또는 항아(姮娥)는 중국 신화에서 달에 산다는 여신이다.

## 항아분월 전설
《회남자》(淮南子) 6장 남명훈(覧冥訓)에 따르면 상아는 전설적인 궁수 후예(后羿)의 아내였다. 천제는 10개의 태양을 아들로 두고 있었는데, 이들로 인해 하계의 중생들이 도탄에 빠지자 예가 활을 이용해 9개의 태양을 쏘아 떨어뜨리고, 사람을 잡아 먹는 각종 괴수를 죽여 생기를 되찾게 했다. 그러나 천제의 아들을 죽인 죄로 아내 항아와 함께 인간 세상으로 쫓겨났다.
다시 신이 되기를 원하는 상아를 위해 예는 곤륜산의 서왕모에게 3천년에 한번 꽃을 피우고 3천년에 한번 열매를 맺는 불사나무의 열매로 3천년 걸려 만든 불사약을 받아온다. 불사약은 둘이 먹으면 불로장생한다고 하고 혼자 먹으면 신선이 되어 하늘로 올라갈 수 있는데, 상아는 이 불사약을 예가 없는 틈을 타 가지고 달로 도망간다. 예를 배신한 상아는 아름다운 모습을 잃고 두꺼비의 모습으로 변했다고 한다. (항아분월 嫦娥奔月)

## 문학
명승 제33호로 지정된 문화재인 광한루원은 1419년 조선 세종 원년 황희 정승이 남원으로 유배갔을 때 ‘광통루’라는 누각을 짓고 산수를 즐겼다. 이후 1444년 전라도 관찰사 정인지가 광통루를 거닐다가 아름다운 경치에 취해, 이곳을 달나라 미인 항아가 사는 월궁 속의 ‘광한청허부’(廣寒淸虛府)라 칭한 후 광한루라 부르게 됐다. 따라서 춘향가에서도 월궁항아가 등장하고, 춘향가 중의 옥중가인 쑥대머리에서도 ‘계궁항아’라는 구절이 등장한다.

## 기타
이 이름을 따서 달에 2017년까지 유인 우주선을 착륙시키려는 중국의 계획을 창어 계획(상아 계획)이라고 이름지었다.

## 같이 보기
- 예
- 두꺼비과
- 토끼
- 서왕모
- 창어 계획(상아 계획)